# إلياس لحود
إلياس لحود(1942 - 19 أبريل 2025)، هو شاعر لبناني من الجنوب، له العديد من الإصدارات الشعرية، وكان رئيس تحرير مجلة كتابات معاصرة الفصلية. صاحب مسيرة شعرية غنيّة امتدّت لأكثر من سبعة عقود، جعلته واحداً من وجوه الحداثة الشعرية اللبنانية، خلال النصف الثاني من القرن العشرين.

## نشأته ودراسته
ولد إلياس حبيب لحود في العام 1942م في جديدة مرجعيون (جنوب لبنان)، تعلم أولاً في بلدته، ثم دراسته الثانوية في الثانوية الرسمية بصيدا، وفي بيروت حاز إجازة جامعية في اللغة العربية وآدابها من الجامعة اللبنانية سنة 1968.
تأثر بداية بوالده الذي كان إلى جانب عمله ميكانيكي متخصص بإصلاح السيارات، يقرض الشعر بالعامية، ويعزف الموسيقى. فكتب وهو لم يبلغ العاشرة من عمره، قصائده الأولى بالفرنسية، ثم كتب بالعامية والفصحى (القصيدة العمودية) معاً. واتجه بعد سنوات إلى كتابة القصيدة الحرة. وهو يعدّ من شعراء الحداثة العربية، وقد ساهم بدور فاعل في تطور الشعر النثري اللبناني، وتجديده مضمونا وأسلوبًا.
وفي حوار معه يقول: «فتحت عيني على شعر فؤاد جرداق ونقولا قربان وعبد المسيح محفوظ وعبد الحسين عبد الله، ممزوج بقراءات للمتنبي وعنترة والزير سالم، ممزوج أيضًا بقصائد الكتب المدرسية. كنت أنا والشاعر وسام جرداق نتسابق على اقتفاء القصائد وقراءتها. كنا نسمع القصائد التراثية إنشادًا، وقوفًا على الطاولة أحيانًا، أو المشاركة في اللقاءات المدرسية وخصوصًا في المدرسة الأسقفية في جديدة مرجعيون».
وبسبب قرب بلدته من حدود فلسطين المحتلة، وعى لحود مسألة القضية الفلسطينية، والعروبة باكرًا، وقد كتب لاحقًا عن ذلك، في قصيدة له في السجن.
في الرابعة عشرة من عمره، وضع أول عمل شعري له، وكان تحت عنوان «أعياد الريف»، لكن الناشر (وهو قريبه) رفضها ووبخه، فعاد وجمع قصائد أخرى تحت عنوان «القصائد الحزينة» في السابعة عشرة من عمره، قدمها آنذاك إلى الشاعر جورج جرداق في دار الروائع، أعجبته وبدأت الطباعة أولاً باسم «القصائد الحزينة»، واستدراكًا «على دروب الخريف» التي صدرت العام 1962، وهي مجموعة رومانسيات موقعة بأسلوبية عربية/ غربية حديثة.

## عمله
- مارس التعليم فترة طويلة، ودخل بعده إلى الصحافة الثقافية فشارك في تأسيس مجلتي الفكر العربي، والفكر العربي المعاصر، وأنشأ مع عدد من أصدقائه مجلة كتابات معاصرة، ويرأس تحريرها منذ 1988م
- عمل مديرا إداريًّا لاتحاد الكتاب اللبنانيين، وهو عضو في المجلس الثقافي للبنان الجنوبي، وفي اتحاد الكتاب العرب، وفي نقابة المعلمين في لبنان.
- شارك في العديد من المؤتمرات الأدبية، والمهرجانات الشعرية.

## شعره وإصداراته
دواوينه الشعرية:
- على دروب الخريف 1962
- السد بنيناه 1967
- فكاهيات بلباس الميداني 1974
- ركاميات الصديق توما 1978
- المشاهد 1980
- شمس لبقية السهرة 1982
- الإناء والراهبة 1990
- مراثي بازوليني 1994
- سيناريو الأرجوان - 2003
- ايقونات توت العليق 2007
- قصائد باريس 2010،
- حديقة روزي
- دواوين العشق وفيها: “عقد فرسان”، العام 1994، “براويز قصص” العام 1997، “جسمك عرس” 1994، “ولد ختيار”، إلى قصائد أخرى في مسيرة الشعر والتأليف.
- صدرت له في العام 2012 الأعمال الشعرية الكاملة في أربعة مجلدات عن دار الفارابي في بيروت.[8]

## من قصائده
جاء في مجموعته الثانية «والسد بنيناه» الصادرة عن دار الكتاب اللبناني بعد النكسة مباشرة:
“أسوان
أنا ظمآن يا أسوان
يا واهبي عزائمي
يا روض بيلسان
لقد بنوا أهرامهم
على صدى الجماجم
وأنت قد بنيتَ
بالورد والريحان
وبالرؤى سقيتَ
وأعذب الأغان
أسوان
أسوان
صداه لن يموت
فكفَ يا زمان”.

## وفاته
توفي يوم السبت 19 أبريل 2025 عن ثلاثة وثمانين عاماً.

## ينظر أيضًا
- مجلة كتابات معاصر
- إلياس لحود: الشعر أجمل الجميلات
- الياس لحود «على دروب» الحيرة
- الياس لحود… قصيدته لا تشبه أية قصيدة أخرى
- إلياس لحود يفتح النار على الحداثة العربية
- «شهرياد» يكرّم الشاعر الياس لحود